# Székelyudvarhelyi KC
A Székelyudvarhelyi Kézilabda Club (románul HC Odorheiu Secuiesc) egy 2005-ben alapított kézilabdaklub Székelyudvarhelyen.

## Története
A székelyudvarhelyi férfi-kézilabdázás az 1930-as években indult útjára, de hivatalos nagypályás mérkőzéseken csak 1940 és 1944 között vettek részt a város csapatai. A második világháború után viszont olyan csapat verbuválódott össze a helyi fiatalokból, amely évekig Románia legjobbjai közé tartozott. Az Autosport első számú csapata rendszeresen az A osztály élmezőnyében végzett, 1949-ben pedig a csapat második számú kerete tartományi bajnokságot nyert – a negyvenes évek vége a férfi-kézilabdázás fénykora volt. 1950-től Spartak Sportegyesület lett a csapat neve, ekkor több játékos elhagyta az együttest egyetemi tanulmányaik miatt. A Spartak kiesett a legfelsőbb osztályból, azonban ekkor komoly utánpótlás-nevelés kezdődött a városban, amelynek hamarosan meglett az eredménye: 1957-ben ifjúsági országos bajnokságot nyertek az udvarhelyi ifik. A nagycsapat a zónabajnokságban folytatta szereplését, majd visszajutott az A osztályba. Nagy Sándor, Páhán Ernő és Danis Ferenc helyet kaptak a válogatott keretben is, s Udvarhelyen érett kitűnő kézilabdázóvá Barabás Árpád, aki az ötvenes években a Resicai CSM és a bukaresti C. C. A. (a mai Steaua elődje) játékosa volt, illetve több alkalommal szerepelt az akkor a világ élvonalába tartozó román nagypályás férfi kézilabda-válogatottban.
Az 1980-as években a város egyik gyára, a Tehnoutilaj védnöksége alá került a kézilabdacsapat, az utánpótlás-nevelést pedig a Sportiskola biztosította. Az ekkor Tehno néven szereplő klub mindig a másodosztályban szerepelt, és olyan játékosokat nevelt ki, mint például a kilencvenes években szép karriert befutott Csavar Zoltánt, Bartók Csabát, aki a Pick Szeged, a spanyol Ademar León, majd a Fotex Veszprém tagjaként több mint 200-szor volt magyar válogatott. A legifjabb generációból említést érdemel a szintén székelyudvarhelyi Ilyés Ferenc, aki a Pick Szeged, majd a Veszprém és a magyar válogatott állandó, oszlopos tagjává nőtte ki magát.
2005 júniusában a Székelyudvarhelyi ISK együttese megnyerte az országos nagyifjúsági kézilabda-bajnokságot. A bajnokcsapatra  alapozva 2005 nyarán megalakult a Junior Kézilabda Club, amely az év őszétől megkezdte szereplését a Román Nemzeti Bajnokság A osztályában, két év után, 2007-ben pedig Székelyudvarhelyi KC néven feljutott a Román Nemzeti Ligába. A 2009/2010-es bajnoki idényben bemutatkozott az európai nemzetközi kupákban is.
2018 januárjában dr. Verestóy Attila klubelnök halálát követően a klub visszalépett az élvonalbeli szerepléstől és megszűnt.

## Sikerek, díjak
- Román bajnokság:
  - Ezüstérmes: 2011
  - Bronzérmes: 2012, 2013
- EHF Challenge Cup:
  - Győztes: 2015